# Učiteljsko pripravništvo
 Učiteljsko pripravništvo je načrtovano, organizirano in strokovno vodeno praktično usposabljanje pripravnikov za samostojno opravljanje vzgojno-izobraževalnega dela in priprava na strokovni izpit, ki je sestavni del pripravništva. Predstavlja čas intenzivnega profesionalnega razvoja učitelja in začetek le-tega.

## Pripravništvo v šolstvu
Urejata ga Zakon o organizaciji in financiranju vzgoje in izobraževanja  Arhivirano 2012-11-29 na Wayback Machine. in Pravilnik o pripravništvu strokovnih delavcev na področju vzgoje in izobraževanja.  Arhivirano 2016-02-21 na Wayback Machine. Ministrstvo, pristojno za šolstvo, vsaj enkrat letno razpiše mesta za pripravnike. Pripravništvo  Arhivirano 2012-11-25 na Wayback Machine. se lahko opravlja s sklenjeno pogodbo o zaposlitvi ali kot volontersko. Za strokovne delavce z visokošolsko izobrazbo (učitelje/profesorje) traja 10 mesecev. V tem času mora samostojno pripraviti in izvesti najmanj 30 praktičnih nastopov ter se neposredno vključevati v ostale oblike vzgojno-izobraževalnega dela.
Učiteljsko pripravništvo predstavlja začetek učiteljevega profesionalnega razvoja in ga v takšni obliki, kot ga poznamo v Sloveniji, drugje ne zasledimo. To je posledica razlik v izobraževanju bodočih učiteljev znotraj strukture šolskega sistema v posamezni državi.

### Pripravnik
Pripravnik je strokovni delavec, ki začne delo, ustrezno smeri in stopnji njegove izobrazbe, opravljati prvič, in sicer z namenom, da se usposobi za samostojno opravljanje dela. 

### Potek pripravništva
Pripravniško usposabljanje poteka pod vodstvom mentorja, ki skupaj s pripravnikom sestavi program pripravništva in spremlja njegovo pripravništvo ter pripravniku svetuje pri  načrtovanju, organizaciji in izvedbi praktičnih nastopov ipd.

### Zaključek pripravništva
Pred iztekom pripravniške dobe mora pripravnik opravljati strokovni izpit.  Nanj se lahko prijavi po šestih mesecih dela v šoli. Sestoji iz petih uspešno opravljenih praktičnih nastopih, ki jim poleg mentorja pripravnika hospitira ravnatelj šole, in ustnega dela izpita,  sestavljenega iz treh vsebinskih sklopov.

## Pripravništvo v drugih strokah
Pripravniško usposabljanje poteka v vseh organih državne uprave in upravah lokalnih skupnosti, ureja ga Pravilnik o trajanju pripravništva, načinu, poteku in programu usposabljanja pripravnikov.  Socialna zbornica Slovenije ureja pripravništvo na področju socialnega varstva , Zdravniška zbornica Slovenije pa pripravništvo zdravnikov in zobozdravnikov.  Arhivirano 2012-10-31 na Wayback Machine. Pripravniška usposabljanja (npr. za jezikoslovce) ponujajo tudi razne evropske institucije , kot so Evropska komisija, Evropski parlament in Sodišče Evropske unije.  Arhivirano 2012-10-22 na Wayback Machine.